# Blasticorhinus
Blasticorhinus é um gênero de traça pertencente à família Arctiidae.